# 1 лютого
1 лютого — 32-й день року в григоріанському календарі. До кінця року залишається 333 дні (334 дні — у високосні роки).

## Свята і пам'ятні дні

### Міжнародні
- ООН: Міжнародний тиждень ООН. Всесвітній тиждень гармонійних міжконфесійних відносин[en].
- Міжнародний день десерту.

### Національні
- Алжир: День евакуації.
- Ірландія: Імболк (День святої Бригіти Ірландської).
- Канада: Початок місяця афроамериканської історії.
- Маврикій: День скасування рабства.
- Малайзія: День Федеральної території[en] (Куала-Лумпур, Лабуан і Путраджая).
- Нікарагуа: День повітряних сил.
- США: Національний день свободи. Початок місяця афроамериканської історії.
- Руанда: День героїв.
- Угорщина: День пам'яті Республіки[1].

### Релігійні

#### Західне християнство
- Пам'ять преподобної Бригіти Ірландської;
- Пам'ять святих Бенедикта Дасви[en], Вердіани[en] Канделарії де Сан-Хосе[en], Луїджі Варіара[en], Раймунда Фітерського[en], Реджинальда Орлеанського[pl], Севера Равеннського[en];
- Пам'ять блаженного Андреа Карло Феррарі[en] (амвросіанський обряд[en]);
- Пам'ять франкського короля Сігіберта III, покровителя міста Нансі.

#### Східне християнство[2]
- Передсвяткування Стрітення Господнього;
- Пам'ять мученика Трифона Апамейського;
- Пам'ять мучениці Перпетуї, мучеників Сатира, Ревоката, Саторнила, Секунда та мучениці Феліцитати[en];
- Пам'ять преподобного Петра Галатійського[en];
- Пам'ять преподобного пустельника Вендиміана Вітинійського.

#### Вікка
- Імболк

#### Давньоримська релігія
- Луперкалії.

#### Іслам
- Всесвітній день хіджабу[3].

## Іменини
✝  Католицькі: Андреа, Бенедикт, Брігітта, Вердіана, Канделарія, Карло, Луїджі, Раймунд, Реджинальд, Север, Сігіберт.
✙ Православні: Вендиміан, Перпетуя, Петро, Сатир, Саторнил, Секунд, Ревокат, Трифон, Феліцитата.

## Події
- 1411 — укладення Торунського мирного договору, який завершив Велику війну (1409—1411).
- 1587 — англійська королева Єлизавета I підписала смертний вирок Марії Стюарт.
- 1655 — в Охматівській битві з невизначеним результатом зійшлися українські козаки і московити та війська Речі Посполитої.
- 1673 — німецький учений Ґотфрід Лейбніц продемонстрував сконструйовану ним сумувальну «арифметичну машину»
- 1709 — команда британського корабля виявила на незаселеному острові Хуан-Фернандес у Тихому океані моряка Александра Селкірка, що став прототипом Робінзона Крузо
- 1732 — Рештська угода Росії з Персією; поступка Персії прикаспійських територій, завойованих Петром I.
- 1884 — вийшов у світ перший том Оксфордського словника англійської мови (головний редактор Джеймс Мюррей).
- 1893 — у лабораторіях Едісона (Вест-Орандж, штат Нью-Джерсі) побудована перша у світі кіностудія «Чорна Марія», в якій знімали на кінетоскоп.
- 1893 — у Турині відбулася прем'єра опери Джакомо Пуччіні «Манон Леско»
- 1896 — у Турині відбулася прем'єра опери Джакомо Пуччіні «Богема»
- 1907 — в одній із берлінських газет з'явилася стаття, в якій славу створення кіно приписано німецькому фотографу Максу Складановському, що викликало хвилю обурення у французів (однак Складановський створив свій кіноапарат одночасно (1895) і незалежно від братів Люм'єрів)
- 1918 — патріарх РПЦ Тихон піддав анафемі радянську владу.
- 1919 — Літківський бій
- 1922 — політбюро ЦК КП(б)У ухвалило рішення про вивезення 8 млн пудів хліба з голодуючої України до Росії.
- 1930 — газета «Таймс» надрукувала перший у світі кросворд
- 1930 — ухвала ЦВК і СНК СРСР «Про заходи щодо зміцнення соціалістичного перевлаштування сільського господарства в районах суцільної колективізації і по боротьбі з куркульством». Початок масової колективізації.
- 1935 — Ая-Софія в Стамбулі за указом Ататюрка відкрилася як музей.
- 1946 — обрання Трюгве Лі першим генеральним секретарем ООН.
- 1946 — проголошення Угорщини республікою.
- 1951 — відбулося третє випробування атомної бомби на полігоні в Неваді, що стало першим ядерним вибухом, який показали по телебаченню.
- 1953 — хвилі Північного моря розмили 50 основних дамб Голландії, загинуло 1835 людей, 43 тисячі споруд були частково або повністю зруйновані.
- 1954 — відбулася прем'єра першої телевізійної «мильної опери» («Secret Storm)»
- 1958 — запущено «Експлорер-1», перший американський штучний супутник Землі.
- 1958 — Єгипет і Сирія утворили Об'єднану Арабську Республіку.
- 1967 — у Детройті (США) вийшло перше число українського часопису «Детройтські новини».
- 1979 — повернення аятоли Хомейні до Ірану після 15-річного вислання, де його зустрічали більше трьох мільйонів людей.
- 1991 — з цього дня Верховною Радою УРСР скасоване обмеження прописки кримських татар у Криму, введене Радою Міністрів СРСР 1987 року.
- 1992 — російсько-американська декларація про завершення «холодної війни».
- 1992 — Україна встановила дипломатичні відносини з Румунією.
- 1994 — набула чинності Шенгенська угода, підписана країнами ЄС і що передбачає введення повної свободи переміщення громадян між державами-учасниками Європейського Союзу.
- 2003 — при заході на посадку над мисом Канаверал (штат Флорида) вибухнув американський шатл «Колумбія». Загинули всі 7 членів екіпажа, зокрема перший ізраїльський астронавт Ілан Рамон.
- 2004 — скасування смертної кари у Великій Британії.
- 2010 — 44 дні прокату знадобилося фантастичному блокбастеру Джеймса Камерона «Аватар», знятому у форматі 3-D, щоб зібрати у світовому прокаті понад 2 млрд доларів. Фільм став першим в історії, що перетнув 2-мільярдну планку.
- 2024 — внаслідок спецоперації ГУР МО знищено ракетний корабель «івановєц» чорноморського флоту рф, орієнтовна вартість якого $60-70 мільйонів.
- 2024 — Європейський Союз офіційно схвалив пакет фінансової допомоги на 50 мільярдів євро та продовжив розвивати відносини з Україною.

## Народились

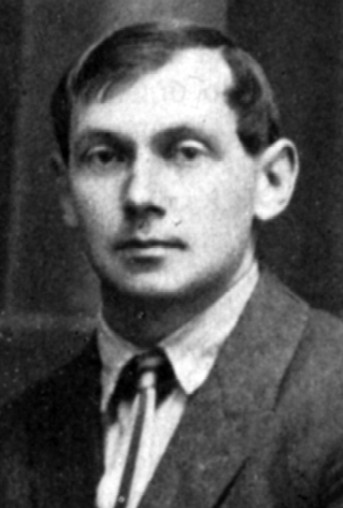
Євген Маланюк у Празі, 1924

Дивись також Категорія:Народились 1 лютого
- 1459 — Конрад Цельтіс, німецький неолатинський поет та гуманіст.
- 1690 — Франческо Марія Верачіні, італійський композитор і скрипаль епохи бароко.
- 1811 — Ромуальд Зенкевич, білоруський фольклорист, педагог, етнограф (пом. 1868).
- 1842 — Володимир Орловський, український живописець і педагог, тесть художника Миколи Пимоненка.
- 1844 — Гренвілл Голл, американський психолог, якого вважають засновником дитячої і педагогічної психології.
- 1861 — Генрік Бобинський, український та польський композитор, піаніст і педагог. Викладач Київського музичного училища (1893—1913), професор Київської консерваторії (1913—1914) (пом. 1914).
- 1870 — Мотеюс Густайтіс (Motiejus Gustaitis), литовський поет і перекладач (пом. 1927).
- 1874 — Гуґо фон Гофмансталь, австрійський письменник і драматург.
- 1879 — Микола Капустянський, український військовий і політичний діяч, генерал-хорунжий Армії УНР, один з керівників ОУН (пом. 1969) (спірна дата).
- 1887 — Антанас Меркіс, литовський державний діяч, останній прем'єр-міністр довоєнної Литовської Республіки (пом. 1955).
- 1895 — Джон Форд, американський кінорежисер (4 «Оскари») (пом. 1973).Євген Маланюк у Празі, 1924
- 1897 — Євген Маланюк, український письменник, сотник Армії УНР.
- 1900 — Анатолій Головня, радянський кінооператор, один з основоположників радянської операторської школи (пом. 1982).
- 1901 — Кларк Ґейбл, американський кіноактор (Рет Батлер у «Віднесені вітром»).
- 1902 — Ленгстон Г'юз, видатний афро-американський поет.
- 1902 — Оксана Лятуринська, українська малярка, скульпторка, письменниця, поетка і громадська діячка.
- 1904 — Франческа Гааль, угорська кіноакторка, зірка 1930-х років.
- 1904 — Михайло Омеляновський, український філософ (пом. 1979).
- 1905 — Еміліо Джино Сегре, італо-американський фізик. Відкрив (спільно з іншими) уповільнення нейтронів, перший штучний елемент технецій, астат і плутоній-239, а також антипротон. Лауреат Нобелівської премії з фізики (пом. 1989).
- 1922 — Рената Тебальді, італійська співачка (сопрано).
- 1930 — Микола Бідняк, український живописець, графік, іконописець.
- 1931 — Борис Єльцин, перший президент Росії.
- 1939 — Джо Семпл, клавішник гурту «The Crusaders».
- 1940 — Валерій Антонович, український хімік-аналітик, доктор хімічних наук (1986), професор (1989).
- 1941 — Анатолій Фірсов, радянський хокеїст, один із найкращих нападників в історії хокею (пом. 2000).
- 1947 — Ґідон Кремер, латвійський скрипаль і диригент.
- 1958 — Віра Ульянченко, українська політична діячка й управлінець, глава Київської обласної державної адміністрації (2006—2009).
- 1965 — Брендон Брюс Лі, американський кіноактор, син Брюса Лі.
- 1965 — Вадим Писарєв, український артист балету, народний артист України, художній керівник Донецького академічного державного театру опери та балету імені Солов'яненка.
- 1965 — Шерілін Фенн, американська кіноакторка («Твін Пікс»).
- 1968 — Ліза Марія Преслі, американська співачка, єдина дочка співака Елвіса Преслі.
- 1971 — Рон Велті, барабанщик гурту «The Offspring».
- 1971 — Майкл Голл, американський актор, відомий роллю Декстера Морган в телесеріалі «Декстер».
- 1994 — Гаррі Стайлс, англійський співак, знаний як учасник гурту One Direction.

## Померли

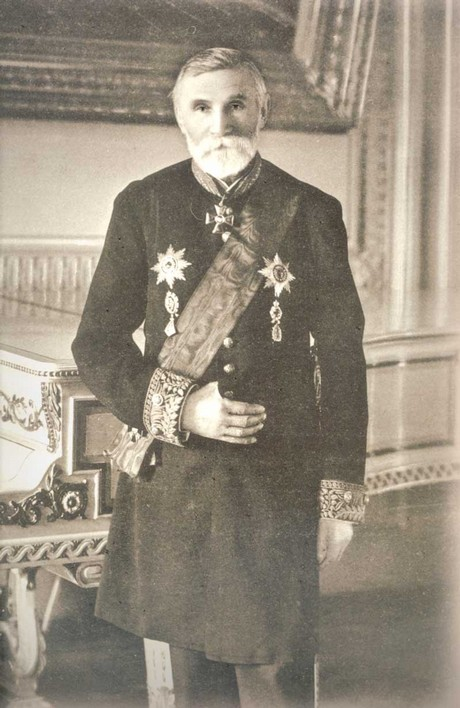
Микола Терещенко

Дивись також Категорія:Померли 1 лютого
- 525 — Св. Бригіта Ірландська, покровителька Ірландії.
- 1518 — Гвідо Маццоні, італійський скульптор і живописець.
- 1590 — Катерина де Річчі (Santa Caterina de' Ricci), італійська черниця, католицька свята.
- 1691 — Олександр VIII, (Alexander VIII — Pietro Vito Ottoboni), Папа Римський.
- 1733 — Август Сильний (Friedrich August der Starke), курфюрст Саксонії (1694–1733), король Польщі (1697–1733.
- 1851 — Мері Волстонкрафт Шеллі, англійська письменниця, творець Франкенштейна.
- 1856 — Іван Паскевич, російський військовий діяч українського походження, генерал-фельдмаршал.
- 1885 — Сідні Джилкріст Томас (Sidney Gilchrist Thomas), британський металург.
- 1903 — Микола Терещенко, український підприємець та благодійник.
- 1903 — Джордж Габрієль Стокс, ірландський математик і фізик.
- 1940 — Михайло Кольцов, радянський журналіст.
- 1944 — Піт Мондріан, один із провідних художників-абстракціоністів.
- 1945 — Йоган Гейзинга, голландський філософ, автор Homo Ludens.
- 1954 — Едвін Армстронг, американський винахідник, автор системи мовлення в FM-діапазоні
- 1958 — Клінтон Джозеф Девіссон, американський фізик лауреат Нобелівської премії з фізики 1937 року.
- 1966 — Бастер Кітон, голлівудський кіноактор-комік німого кіно.
- 1968 — Людмила Бурлюк-Кузнецова, українська художниця та літераторка. Сестра Володимира, Давида та Миколи Бурлюків. Старша з трьох сестер.
- 1971 — Амет-Хан Султан, радянський льотчик-ас, національний герой кримськотатарського народу.
- 1976 — Вернер Гейзенберг, німецький фізик, лавреат Нобелівської премії з фізики 1932 року.
- 1981 — Дональд Вілз Даґлас, американський авіаконструктор, творець пасажирських, вантажних і бойових літаків (нар. 1892).
- 1987 — Алессандро Блазетті, італійський режисер.
- 2002 — Гільдеґард Кнеф, німецька та американська акторка і співачка.
- 2007 — Джанкарло Менотті, американський композитор, і лібретист італійського походження.
- 2012 — Віслава Шимборська, польська поетеса, лавреат Нобелівської премії з літератури (1996).
- 2014 — Максиміліан Шелл, австрійський та американський актор, режисер і сценарист, володар премії «Оскар», номінант премій «Золотий глобус» та «Еммі».
- 2015 — Іса Мунаєв, чеченський військовик, бригадний генерал Збройних сил ЧРІ, командир Батальйону імені Дудаєва під час Війни на сході України
- 2021 — Сергій Проскурня, український театральний режисер, продюсер.